# Luise von Sachsen-Altenburg
Luise Charlotte Marie Agnes von Sachsen-Altenburg (* 11. August 1873 in Altenburg; † 14. April 1953 ebenda), eine dem Haus Sachsen-Altenburg entstammende gebürtige Prinzessin von Sachsen-Altenburg, war die Gattin des Erbprinzen und nachmaligen Herzogs Eduard von Anhalt (1861–1918) sowie die Mutter Joachim Ernsts (1901–1947), des letzten Herzogs von Anhalt.

## Leben

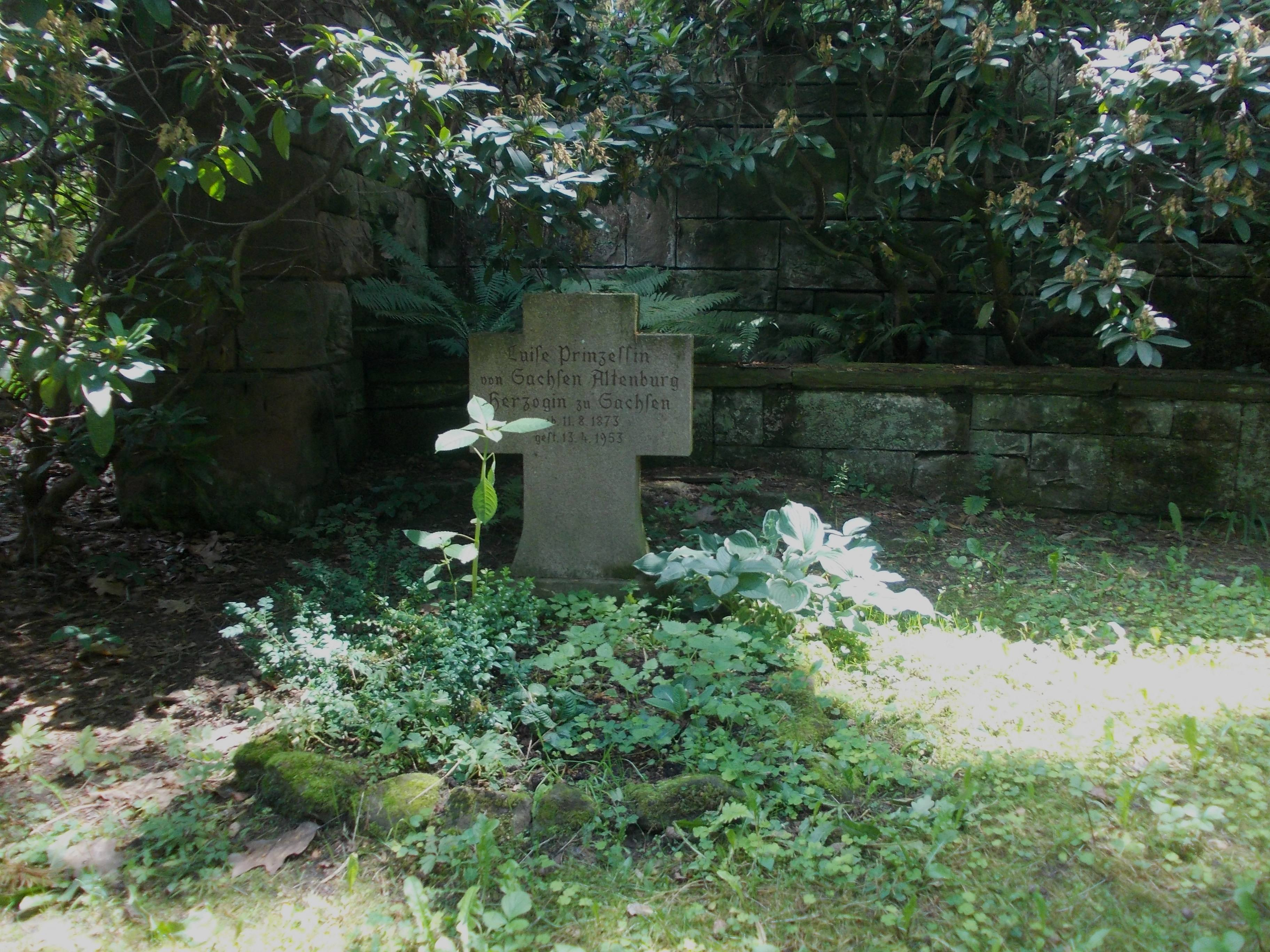
Prinzessin Luises Grab in Trockenborn-Wolfersdorf

Luise war die Tochter von Moritz (1829–1907), Erbprinz von Sachsen-Altenburg, und dessen Gemahlin Auguste von Sachsen-Meiningen (1843–1919), Tochter des Herzogs Bernhard II. von Sachsen-Meiningen (1800–1882). Sie war das fünfte und jüngste Kind des Paares und hatte drei ältere Schwestern: Marie Anna (1864–1918) war bis 1911 Fürstin zu Schaumburg-Lippe, Elisabeth (1865–1927) wurde zu einer Großfürstin von Russland und Margarete (1867–1882) erreichte das Erwachsenenalter nicht. Ihr einziger Bruder Ernst II. (1871–1955) war von 1908 bis 1918 der letzte Herzog von Sachsen-Altenburg.
Im Dezember 1890 verlobte sie sich als Siebzehnjährige mit dem 21 Jahre älteren Günther Victor (1852–1925), der am Anfang des Jahres regierender Fürst des thüringischen Kleinstaats Schwarzburg-Rudolstadt geworden war. Allerdings kam das Paar nicht gut miteinander aus, so dass es die Verlobung 1891 löste. Ende 1891 ehelichte Günther Victor daraufhin Anna Luise (1871–1951), die damit zur letzten Fürstin von Schwarzburg werden sollte.
Luise von Sachsen-Altenburg heiratete am 6. Februar 1895 schließlich den zwölf Jahre älteren Eduard von Anhalt, der ein Sohn von Antoinette von Sachsen-Altenburg war, einer Cousine ersten Grades von Luises Vater. Anfang 1896 und 1897 wurde sie jeweils Mutter, doch beide Kinder starben früh. Ihre vier weiteren Kinder erreichten das Erwachsenenalter. Eine besondere Rolle spielte dabei ihr 1901 geborener Sohn Joachim Ernst. Denn als Friedrich I., der Vater ihres Mannes Eduard, 1904 starb, wurde Eduards älterer Bruder Friedrich II. (1856–1918) neuer Herzog von Anhalt. Da er kinderlos war, wurde Eduard zum Erbprinzen und Luise zur Erbprinzessin. Joachim Ernst rangierte damit auf Platz zwei der Nachfolge.
Luise brachte 1903 und 1912 noch zwei weitere Söhne und damit potenzielle Nachfolger zur Welt, bevor sie kurz vor Ende der Monarchie, während des Ersten Weltkriegs, Opfer einer Intrige wurde, der sie nicht gewachsen war: Ihr Mann beantragte 1917, sie wegen Verschwendung zu entmündigen. Dazu ließ er ihre Ausgaben der Jahre 1911 bis 1914 auflisten und Maßnahmen zur Scheidung der Ehe einleiten. Sein Bruder Friedrich II. erließ als regierender Herzog den Ehescheidungsspruch mit Wirkung vom 26. Januar 1918. Als er drei Monate später starb, wurde Eduard neuer Herzog von Anhalt, verstarb jedoch selbst bereits im September 1918 – nach weniger als einem halben Jahr Regierungszeit.
Nun folgte Eduards und Luises gemeinsamer Sohn Joachim Ernst, allerdings unter Vormundschaft von Eduards Bruder Aribert von Anhalt (1864–1933), der für seinen Neffen nur zwei Monate später im November 1918 auch die Abdankung vollzog. Luise wohnte zu dieser Zeit wieder in ihrer Heimatstadt Altenburg, wo sie ihre weiteren Lebensjahre in der Nähe ihres ebenfalls abgedankten und seit 1920 geschiedenen Bruders Ernst II. sowie ihrer verwitweten Schwester Elisabeth verbrachte. Sie alle fanden in der herzoglichen Grabstätte Krähenhütte in Trockenborn-Wolfersdorf nahe dem Jagdschloss Fröhliche Wiederkunft ihre letzte Ruhe. Luises Enkel ist Eduard Prinz von Anhalt (* 1941), derzeitiges Familienoberhaupt der Askanier.

## Nachkommen
- Friederike Margarethe (* 11. Januar 1896; † 18. November 1896)
- Leopold Friedrich (* 10. Februar 1897; † 26. Dezember 1898)
- Marie Auguste (* 10. Juni 1898; † 22. Mai 1983); ⚭ I 1916 Joachim (1890–1920), Sohn des deutschen Kaisers Wilhelm II.; ⚭ II 1926 (gesch. 1935) Johannes-Michael Freiherr von Loën (* 1902)
- Joachim Ernst (* 11. Januar 1901; † 18. Februar 1947), Herzog von Anhalt; ⚭ I 1927 (gesch. 1929) Elisabeth Strickrodt (1903–1971); ⚭ II 1929 Edda-Charlotte von Stephani-Marwitz (1905–1986)
- Eugen (* 17. April 1903; † 2. September 1980), ⚭ 1935 Anastasia Jungmeier (1901–1970)
- Wolfgang (* 12. Juli 1912; † 10. April 1936)